# 林周剛
林 周剛（はやし しゅうごう、1975年 - ）は、私立八洲学園高等学校学校長。大阪府生まれ。
立命館大学理工学部卒業。八洲学園高等学校理科教員、教頭を経て、現職（2020年度現在）。